# Резолюции Совета Безопасности ООН по Абхазии
Совет Безопасности Организации Объединённых Наций принял 40 резолюций, в которых он признаёт Абхазию неотъемлемой частью Грузии и поддерживает её территориальную целостность в соответствии с принципами международного права. ООН призывает обе стороны урегулировать грузино-абхазский конфликт мирным путём и ратифицировать окончательное соглашение о статусе Абхазии в Конституции Грузии. Кроме того, Организация Объединённых Наций призывает к немедленному возвращению на свои места жительства всех изгнанных этнических грузин (около 250 000 жителей).
Многие из этих резолюций касаются начала и продления миссии Организации Объединённых Наций по наблюдению в Грузии.

## Резолюции
Ниже приводятся резолюции Организации Объединённых Наций, принятые Советом Безопасности в отношении Абхазии:
- Резолюция Совета Безопасности ООН 849
- Резолюция Совета Безопасности ООН 854
- Резолюция Совета Безопасности ООН 858
- Резолюция Совета Безопасности ООН 876
- Резолюция Совета Безопасности ООН 881
- Резолюция Совета Безопасности ООН 892
- Резолюция Совета Безопасности ООН 896
- Резолюция Совета Безопасности ООН 901
- Резолюция Совета Безопасности ООН 906
- Резолюция Совета Безопасности ООН 934
- Резолюция Совета Безопасности ООН 937
- Резолюция Совета Безопасности ООН 971
- Резолюция Совета Безопасности ООН 993
- Резолюция Совета Безопасности ООН 1036
- Резолюция Совета Безопасности ООН 1065
- Резолюция Совета Безопасности ООН 1077
- Резолюция Совета Безопасности ООН 1096
- Резолюция Совета Безопасности ООН 1124
- Резолюция Совета Безопасности ООН 1150
- Резолюция Совета Безопасности ООН 1187
- Резолюция Совета Безопасности ООН 1225
- Резолюция Совета Безопасности ООН 1255
- Резолюция Совета Безопасности ООН 1287
- Резолюция Совета Безопасности ООН 1311
- Резолюция Совета Безопасности ООН 1339
- Резолюция Совета Безопасности ООН 1364
- Резолюция Совета Безопасности ООН 1393
- Резолюция Совета Безопасности ООН 1427
- Резолюция Совета Безопасности ООН 1462
- Резолюция Совета Безопасности ООН 1494
- Резолюция Совета Безопасности ООН 1524
- Резолюция Совета Безопасности ООН 1554
- Резолюция Совета Безопасности ООН 1582
- Резолюция Совета Безопасности ООН 1615
- Резолюция Совета Безопасности ООН 1656
- Резолюция Совета Безопасности ООН 1716
- Резолюция Совета Безопасности ООН 1752
- Резолюция Совета Безопасности ООН 1781
- Резолюция Совета Безопасности ООН 1808
- Резолюция Совета Безопасности ООН 1839